# Kathryn Harrold
Kathryn Harrold (* 2. August 1950 in Tazewell, Virginia) ist eine US-amerikanische ehemalige Schauspielerin.

## Leben
Harrold absolvierte nach ihrem Studium am Mills College in Oakland eine Schauspielausbildung bei Sanford Meisner und Uta Hagen im Herbert Berghof Studio in New York City. Mitte der 1970er Jahre gab sie selbst Schauspielunterricht an der New York University. Zwischen 1976 und 1978 war sie als Nola Dancy Aldrich in der Seifenoper The Doctors zu sehen, in der Serie hatte sie zudem ihr Fernsehdebüt. In den darauf folgenden Jahren spielte sie in einigen Fernsehfilmen und hatte eine wiederkehrende Gastrolle in der Serie Detektiv Rockford – Anruf genügt. 1979 war sie erstmals auf der großen Leinwand zu sehen; sie spielte in Arthur Hillers einzigem Horrorfilm Schwingen der Angst die weibliche Hauptrolle an der Seite von Nick Mancuso. Dies war der Auftakt zu einer kurzen Spielfilmkarriere Anfang der 1980er Jahre, es folgten weibliche Hauptrollen in Steve McQueens letztem Film, Jeder Kopf hat seinen Preis, an der Seite von Albert Brooks in Modern Romance – Muss denn Liebe Alptraum sein?, neben Robert Duvall in Die Jagd sowie in Luciano Pavarottis einzigem Film, Geliebter Giorgio. Bereits 1982 war ihre erfolgreichste Zeit im Filmgeschäft wieder vorbei, eine letzte größere Rolle hatte sie 1985 im Arnold-Schwarzenegger-Film Der City Hai.
Ihre Fernsehkarriere konnte sie dagegen fortsetzen; 1985 erhielt sie als Jenny Loud eine der beiden Hauptrollen in der Krimiserie MacGruder and Loud; die Serie wurde jedoch nach 14 produzierten Episoden abgesetzt. 1987 bis 1988 stellte sie Sara Newhouse in der Serie The Bronx Zoo mit Ed Asner in der Hauptrolle dar. In der zwischen 1991 und 1993 produzierten und Emmy sowie Golden-Globe-prämierten Gerichtsserie I’ll Fly Away gehörte sie neben Sam Waterston zu den Hauptdarstellern. 1993 stellte sie in 18 Folgen der Larry Sanders Show dessen erste Exfrau Francine dar. Zwischen 1996 und 1998 hatte Harrold die wiederkehrende Rolle der Dr. Karen Wilder in Chicago Hope – Endstation Hoffnung. Zwischen 2007 und 2011 sah man sie als Mrs. Chambers in Greek.
Harrold war von 1994 bis 2013 mit dem Fernsehmoderator Lawrence O’Donnell verheiratet, aus der Ehe ging eine Tochter hervor. Nach 35 Jahren beendete sie ihre schauspielerische Laufbahn, graduierte 2011 an der privaten Antioch University in Psychologie und eröffnete 2013 in Santa Monica ihre Praxis als lizenzierte Paar- und Familientherapeutin.

## Filmografie (Auswahl)

### Fernsehen
- 1976–1978: The Doctors
- 1978: Starsky & Hutch
- 1978–1979: Detektiv Rockford – Anruf genügt (The Rockford Files)
- 1985: MacGruder and Loud
- 1987–1988: The Bronx Zoo
- 1991–1993: I’ll Fly Away
- 1993: Die Larry Sanders Show (The Larry Sanders Show)
- 1996–1998: Chicago Hope – Endstation Hoffnung (Chicago Hope)
- 1998: Practice – Die Anwälte (The Practice)
- 1999: Für alle Fälle Amy (Judging Amy)
- 2001: Jack & Jill
- 2004: Medical Investigation
- 2004–2006: Desperate Housewives
- 2005: CSI: NY
- 2007–2011: Greek

### Film
- 1979: Schwingen der Angst (Nightwing)
- 1980: Jeder Kopf hat seinen Preis (The Hunter)
- 1981: Die Jagd (The Pursuit of D. B. Cooper)
- 1981: Modern Romance – Muss denn Liebe Alptraum sein? (Modern Romance)
- 1982: Geliebter Giorgio (Yes, Giorgio)
- 1982: Teuflische Signale (The Sender)
- 1984: Die Herzensbrecher (Heartbreakers)
- 1985: Kopfüber in die Nacht (Into the Night)
- 1986: Der City Hai (Raw Deal)
- 1987: Ein Tag für die Liebe –  Someone to Love (Someone to Love)